# Тилигульский лиман
Тилигу́льский лима́н — лиман в Одесской и Николаевской областях Украины, на побережье Чёрного моря. Длина — 80 км, ширина — 0,2—3,5 км, глубина — до 19 м. Площадь лимана составляет около 170 км². Отделен от моря пересыпью шириной около 4 км, и длиной до 7 км, с 27 декабря 2017 года постоянно сообщается с Чёрным морем посредством прорытого мелководного канала. В лиман впадает река Тилигул. На восточном и западном берегах лимана расположены два одноимённых региональных ландшафтных парка — Тилигульский региональный ландшафтный парк (Одесская область) и Тилигульский региональный ландшафтный парк (Николаевская область). Тилигульский лиман входит в международный список водоёмов Рамсарской конвенции о защите водно-болотных угодий.

## Происхождение названия
Название лимана происходит от тюркских слов «Дели Гёль» — Буйное Озеро. Значения тюркского прилагательного deli: буйный, непредсказуемый, обезумевший.
Тюрки дали лиману это название из-за сильных долинных ветров, дующих преимущественно с юга на север или с севера на юг — вдоль лимана. Именно непредсказуемость местной погоды обусловила подобное название. Высотный ветер не всегда совпадает с ветром приземным: летом морской бриз оказывает существенное воздействие на местную аэрологию и его влияние ощущается иногда на расстоянии 25 км от береговой линии Чёрного моря.

## История лимана
Тилигульский лиман возник в результате постепенного изменения климата: постепенно эволюционируя из устья полноводной реки в полузакрытую морскую лагуну. Одновременно возрастала солёность воды, составившая в конце 2017 г. более 30 промилле. В прежние времена река Тилигул была полноводной, но со временем климат становился более засушливым: выпадало меньше осадков, река мелела — в низовьях стала заиливаться, а сток в море практически прекратился. Некоторое влияние также оказало строительство дамбы и асфальтовой дороги, соединяющей Одесскую и Николаевскую области. Так возникла Тилигульская пересыпь шириной около 4, и длиной до 7 км.
Это место — настоящий рай для перелётных птиц и является природным заказником.
В середине XX века был прорыт искусственный канал, соединяющий лиман с Чёрным морем. Устье канала постоянно заиливалось и расчищалось.
Новый гидротехнический проект (включающий рыбозадерживающее шлюзовое сооружение, защитные буны, укрепление стенок и углубление канала) был запущен в 2016—2017 годах с целью спасения лимана от пересыхания. Канал был открыт 27 декабря 2017 года и морская вода начала поступать в лиман.
В 1995 году лиман приобрёл статус водно-болотного угодья международного значения и входит в состав регионального ландшафтного парка «Тилигульский». Территория Тилигульского лимана охраняется согласно постановлениям Рамсарской конвенции (Конвенция о водно-болотных угодьях).

## География и природа лимана
Тилигульский лиман соединяется с морем посредством канала (с 27 декабря 2017 г.), который в 2018 году планируют углубить до 2 м, так как именно благодаря этому каналу уровень воды (и солёность) в лимане должны приблизительно соответствовать показателям Чёрного моря, а рыба могла бы свободно мигрировать из моря в лиман. (С 27 октября 2016 канал был полностью перекрыт на реконструкцию). В засушливые месяцы вода из Чёрного моря поступает в лиман, и наоборот — если на протяжении нескольких месяцев наблюдается избыточный сток в лиман — «лишняя» вода уходит в море. По оценкам некоторых экспертов лиман является самым экологически чистым водоёмом Украины, поскольку на его берегах отсутствует развитая инфраструктура. Практически нет сброса канализационных вод и промышленных стоков. Некоторый вред оказывает сброс удобрений с расположенных на берегах лимана полей.
В местах наибольшего скопления людей (пляжи близ садовых массивов) берега Тилигульского лимана загрязнены мусором.
В окрестностях лимана обитают фазаны, зайцы, лисицы, волки. Расположенная на лимане Коса Стрелка является Государственным общезоологическим заказником.
На берегах лимана находится несколько сел: Кордон, Марьяновка, Пшеняново, Петровка, Калиновка и многочисленные садовые массивы (на западном, «Одесском» берегу).

## Туризм
Туристическая и коммерческая инфраструктура на берегах лимана существует, но она ограничена садоводческими массивами, несколькими охотничьими хозяйствами и стихийными палаточными городками, поэтому даже во время летнего сезона количество отдыхающих сравнительно невелико.
Тилигульский лиман, как и многие черноморские лиманы обладает большими запасами целебной сероводородной грязи. По некоторым оценкам её запасы здесь достигают 14 млн тонн. Это крупнейшее известное месторождение в СНГ.
В районе сёл Калиновка, а также Кордон и Пшеняное находятся известные дельтадромы / парадромы (стартовые площадки для полётов на дельтаплане и параплане). Полёты возможны под следующие направления ветров: С, В, СВ, СЗ и З.
В районе села Кордон (южная часть села, рядом с селом Марьяновка) расположено интересное место полётов под Северные ветра (исключительно С, возможны направления ССЗ и ССВ, отклонения до 15 градусов)
Лиман также подходит для обучения кайтингу (Чилова коса Тилигульского лимана — место проведения Международных соревнований по кайт-сёрфингу, а также излюбленное место прохождения тренировочных сборов кайт- и виндсёрфингистов). Чилова коса — место уникальное в своём роде, такой широкий «флэт» трудно найти где-нибудь ещё.

## Строительство канала «Тилигульский лиман» — «Чёрное море» (2016—2018)
В октябре 2016 г. начались масштабные работы по восстановлению соединительного канала «Тилигул» — «Чёрное море», а также одновременное создание шлюзовой рыбозадерживающей инфраструктуры, защитных бун, пешеходного моста-перехода по берегу моря.
Расчётная протяжённость канала: 3.5 км. Максимально достижимое углубление канала: 1.5 м (ввиду преобладающих глубин самого лимана в точке вхождения в канал)
В первоначальном виде канал существовал несколько десятилетий, в разные годы уровень воды в канале значительно колебался и даже направление течения воды в канале менялось в зависимости от уровня воды в лимане, однако судоходным канал не был.
Предполагается, что современный условно-судоходный канал позволит одновременно решить несколько важных народно-хозяйственных и экологических задач, таких как:
1. недопущение пересыхания лимана;
2. уменьшение солености воды;
3. соединение удобным пешеходным переходом турбаз Одесской и Николаевской областей;
4. создание и ввод в промышленную эксплуатацию рыболовецких хозяйств;
5. возможность захода в Тилигульский лиман маломерных судов с низкой осадкой (туризм, рыбодобыча).

В 2018 году продолжатся гидротехнические работы по укреплению стенок и углублению Тилигульского канала.

## Галерея
- Clouds over the Tiligul liman
- Bank Ranzheva, view from the end point
- Вид на Тилигульский лиман с Ранжевой косы
- Берег лимана
- Село Пшеняново. Тилигульский лиман (вид с Ранжевой косы)
- Село Пшеняново. Берег Тилигульского лимана.
- Утёсы вблизи с. Марьяновка